# Olivier Zehnder
Olivier Zehnder (* Februar 1966 in Köniz, Kanton Bern, Schweiz) ist ein Schweizer Diplomat.
1998 trat Zehnder in die Dienste des Eidgenössischen Departement für auswärtige Angelegenheiten ein. Unter anderem arbeitete er in Brasilia. Von 2010 bis 2013 war er als stellvertretender Ständiger Vertreter der Ständigen Mission der Schweiz bei den Vereinten Nationen und den internationalen Organisationen in Wien zugeteilt. Ab Januar 2014 war er stellvertretender Ständiger Vertreter an der Ständigen Mission der Schweiz bei den Vereinten Nationen in New York. Seit Sommer 2018 war Zehnder Schweizer Generalkonsul in Shanghai.
2021 wurde Zehnder zum Schweizer Botschafter im indonesischen Jakarta ernannt, wo er 2022 das Amt antrat. Er vertritt die Schweiz auch in Osttimor und bei den ASEAN. Die Übergabe der Akkreditierung bei der ASEAN fand am 17. April 2023 und in Osttimor am 13. September 2023 statt.